# Hürriyet

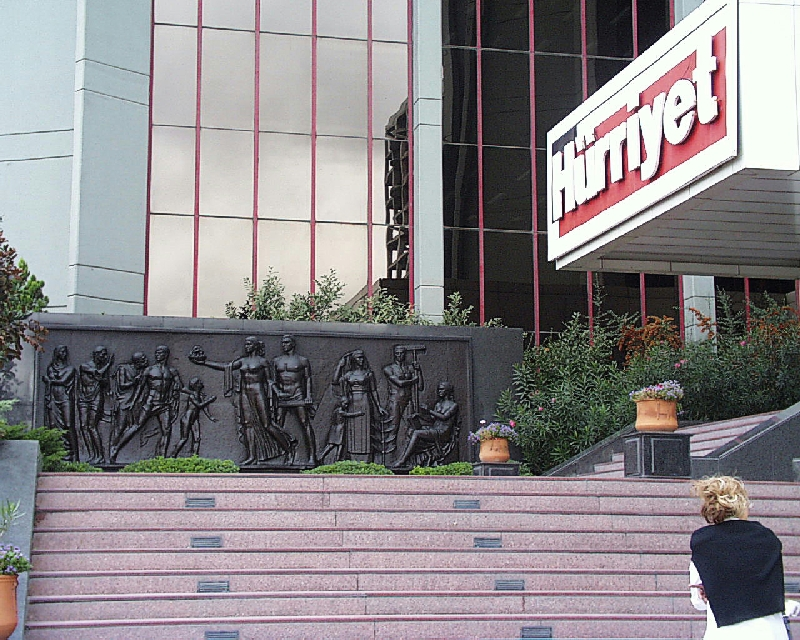
Gebäude der Hürriyet in Istanbul mit Relief

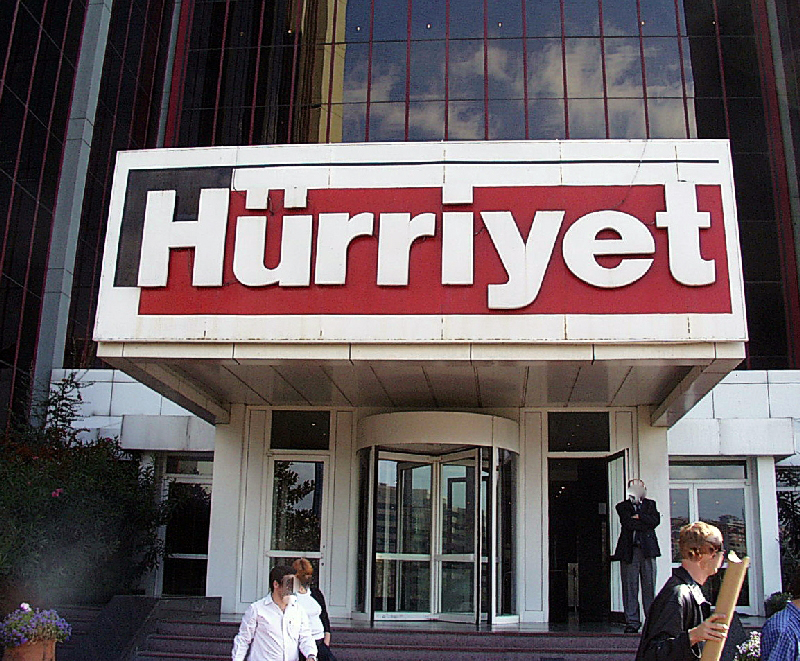
Gebäudeeingang

Hürriyet (deutsch „Freiheit“) ist eine türkischsprachige Tageszeitung mit Redaktionssitz in Istanbul. Noch vor dem 70. Jahrestag ihrer Gründung wurde ihr Herausgeber, die Dogan-Mediengruppe, von der Demirören Holding aufgekauft.

## Geschichte
Hürriyet wurde am 1. Mai 1948 von Sedat Simavi gegründet, mit 48 Angestellten und einer Auflage von 50.000 in der ersten Woche. In einer Liquiditätskrise erwarb Aydın Doğan 1994 die Tageszeitung.

## Eigentumsverhältnisse
Hürriyet befindet sich im Eigentum der Demirören Holding. Durch die Übernahme des Dogan-Konzerns 2018 hat sich der türkische Mischkonzern zur größten Medien-Gruppe der Türkei entwickelt und bringt neben der Hürriyet einige weitere türkische Tageszeitungen, unter anderem die Milliyet, Posta, Fanatik und die englischsprachige Hürriyet Daily News, heraus. Weiterhin betreibt das Unternehmen – neben einigen kleineren Spartenkanälen – die türkischen Fernsehsender Star TV, Kanal D ve CNN Türk und den Pay-TV-Anbieter D-Smart (Stand 2020).

## Marktstellung
Mit täglich 280.836 gedruckten Exemplaren (September 2018) hat sie die seit dem Putschversuch 2016 verbotene Tageszeitung Zaman als auflagenstärkste der Türkei abgelöst. Nach der Übernahme durch die Dogan-Gruppe liegt sie nach der ebenfalls regierungsnahen Tageszeitung Sabah an zweiter Stelle (Stand September 2018).
2006 lag der Marktanteil des Doğan-Konzerns bei 60,6 Prozent am Zeitungsmarkt und 41,6 Prozent am türkischen Anzeigenmarkt insgesamt;.

## Zeitungsprofil
Die Boulevardzeitung ordnet sich heute selbst als „liberal-konservativ“ ein; Eurotopics bezeichnet sie als konservativ. Sie befürwortet eine EU-Mitgliedschaft der Türkei. Im Kopf der Zeitung befindet sich neben dem Schriftzug Hürriyet in weißer Schrift auf schwarz-rotem Grund ein Bild des Staatsgründers Atatürk und das Motto Türkiye Türklerindir („Die Türkei gehört den Türken“). Die Zeitung hat sich zwanzig Redaktionsprinzipien gegeben.
Chefredakteur der Hürriyet war bis Ende 2009 Ertuğrul Özkök, einer der schärfsten Kritiker der Regierung Erdoğan. An seine Stelle trat Anfang 2010 der als liberal geltende frühere Leiter des Büros Ankara, Enis Berberoğlu und später Sedat Ergin. Ein bekannter Kolumnist ist Ahmet Hakan.

## Leserbeirat
2008 rief Hürriyet auf Initiative der Tochter des Herausgebers das Hürriyet Okur Meclisi (Hürriyet Leser-Parlament), ein Lesergremium mit beratender Funktion, ins Leben. Es besteht aus 50 Personen beiderlei Geschlechts in verschiedenen Altersgruppen und Berufen. Diese Personen wurden in einer Wahl aus 8.998 Kandidaten aus 47 Ländern gewählt. Die Mitglieder haben das Recht, Versammlungen mit allen Journalisten und Managern der Hürriyet einzuberufen. Das erste Zusammentreffen fand in Ankara nach dem Besuch des Anıtkabir-Museums und des türkischen Parlaments statt. Dieser Gründungsversammlung wohnten außer den Mitgliedern auch der damalige Chefredakteur Ertuğrul Özkök und verschiedene Manager und Journalisten der Zeitung bei. Der Präsident der türkischen Nationalversammlung, Köksal Toptan, hielt zu Ehren der Gründung des Leserparlaments eine Rede und pries die Funktion eines solchen Organs für die Demokratie und Pressefreiheit.

## Europa-Ausgabe
Die Europa-Ausgabe ist laut IVW die größte türkischsprachige Tageszeitung in Europa und enthält vier bis sechs eigene Seiten mit Schwerpunkt Deutschland. Sie wurde bis 2006 von ca. 60 Korrespondenten und Redakteuren in Mörfelden-Walldorf bei Frankfurt betreut (die Endredaktion liegt jedoch in Istanbul). Die Europa-Ausgabe hatte eine verkaufte Auflage von 24.316 (4. Quartal 2013) Exemplaren, zehn Jahre zuvor waren es 68.200 Exemplare (4. Quartal 2003), die in 24 Ländern vertrieben werden (Stand erstes Quartal 2014).
Im Juni 2001 gab es in der in Deutschland erscheinenden Europa-Ausgabe erstmals deutschsprachige Hürriyet-Seiten, zuvor ausschließlich türkische.
Der aktuelle Chefredakteur der Europa-Ausgabe ist Celal Özcan. „Hürriyet“ erscheint seit dem 1. Februar 2025 in Deutschland und Europa nur noch digital. Die letzte gedruckte Hürriyet-Ausgabe erschien am 31. Januar 2025.

## Hürriyet Deutschland
Siehe hierzu Hurriyet.de

## Kontroversen und Kritik
Im Jahr 1994 wurde zum ersten Mal seit Bestehen des Deutschen Presserates die Berichterstattung einer fremdsprachigen Publikation beanstandet, der Hürriyet. Sie erhielt eine öffentliche Rüge, weil sie den Oberbürgermeister von Hannover Herbert Schmalstieg unzutreffend als „PKK’ler Oberbürgermeister“ bezeichnet hatte.
1996 missbilligte der Presserat drei Veröffentlichungen der Hürriyet, die indirekt zu Übergriffen auf den Monitor-Chef Klaus Bednarz aufriefen.
Weitere Rügen erhielt die Zeitung unter anderem für die Übernahme eines Berichts aus einer anderen Zeitung. In der Bild-Zeitung wurde anlässlich der Berichterstattung über den Wohnhausbrand in Ludwigshafen am Rhein 2008 beklagt, dass der Presserat Beschwerden über Hürriyet-Artikel nicht ausreichend nachgehe.
2001 wurde der Leiter der Hürriyet-Europa-Ausgabe, Ertuğ Karakullukçu, abberufen.
Ertuğ Karakullukçu inszenierte als Chef-Kommentator die meisten strittigen Attacken.
Der Leiter des Essener Zentrums für Türkeistudien, Faruk Şen, urteilte 2004: „Das Blatt hat sich gewandelt. Es setzt mehr auf Integration.“ Die taz hielt das Blatt 2008 für populistisch und wenig hilfreich für die Verständigung von Deutschland und der Türkei.